# 横川楳子
横川 楳子（よこかわ うめこ、1853年1月 - 1926年1月3日）は、日本の教育者。

## 人物
武蔵国八王子（東京都八王子市）生まれ。名主横川高徳と新の長女として生まれ、兄が１人あった。父は廃藩置県後、村の学校づくりを任され、自宅を開放し、私財をなげうって「多摩学舎」を開校、村の子どもたちの教育に情熱を傾けた人であった。明治時代、「女に学問は不要だ。家事だけすれば良い。」と言われていたが、8歳から漢学を習い始め、19歳までに習字と筆算(算数)も修めた。その後上京して、私塾に入り筆算と平三角(幾何)を学んだ。1878年(明治11年)、東京女子師範学校が附属幼稚園を設立し、保育見習生、保母練習科を設けると早速それに応募。1ヶ月5円の手当をもらいながら、9ヶ月で保育法を修め、保母の資格をとった。続いて、教員、御用掛、文部省准判任官、1883年(明治16年)には、東京女子師範の舎中取締(舎監)と昇格しても、学ぶことを止めず、保育唱歌、催馬楽、和琴の他、音楽取調所で、風琴と西洋唱歌、さらに物理学、和学など休めなく学んだ。1884年(明治17年)には父の死去で、家督相続のため退職して、帰郷。ついに、1888年(明治21年)横川は「女にも教育が必要」「八王子にも女子教育が必要」だと考えて、八王子町の篤志家に呼び掛けて横山町に教授所を開設、その4年後、八王子女学校（現在の東京都立南多摩中等教育学校）を創立。多摩地域で初の女学校であった。1936年、東京都立南多摩高等学校の校庭に、「横川楳子胸像」と呼ばれる、横川の銅像が作られた。